# Семён Романович Кобринский
Семён Рома́нович (ум. около 1460) — удельный князь кобринский из династии Гедиминовичей. Правнук великого князя литовского Ольгерда.
Семён унаследовал княжество после смерти своего отца князя Романа Кобринского. После смерти великого князя Витовта в 1430 году Семён стал активно поддерживать нового избранного великого князя Свидригайло Ольгердовича, начавшего проводить сепаратистскую политику по отношению к Польше. После начала гражданской войны в Великом княжестве Семён был первым, кто оказал помощь Свидригайло, преградив дорогу выступавшей на Луцк армии короля польского Ягайло. Согласно польскому хронисту Яну Длугошу, в состоявшейся битве войско Семёна было разбито королевским воеводой Гритько Кирдиевичем, а сам Семён был убит. Вместе с тем сообщение Длугоша о смерти Семёна не подтверждается, так как он упоминается как живой в ряде документов более позднего периода.
Известно два акта, исходящих от самого Семёна. Согласно первому, деревня Пришихворсты передавалась в дар боярину Даниле. Другой документ, датированный 1454 годом, сообщает о назначении Семёном своей жене Ульяне (дочери Семёна Гольшанского по прозвищу Лютый) вено в 2 000 коп грошей на своих вотчинных землях в Кобрине, Черевачицах и Грушеве. В качестве свидетелей упоминаются дядя Семёна князь Сангушко Фёдорович и двоюродный брат Александр Сангушко. За поддержку Свидригайло Семён был лишён Ратно.
Дата смерти Семёна неизвестна (позже 1455 года), предположительно, 1460 год. Согласно записи в Киево-Печерском помяннике, можно предположить, что в крещении Семён имел имя Иван. Ульяна надолго пережила мужа и скончалась после 1494 года, вероятно, около 1500 года.
У Семёна и Ульяны было четверо детей: Иван; Мария, выданная замуж за князя друцкого Ивана Васильевича Красного; Анна и Роман, умерший в молодом возрасте.